# Indigastrum argyraeum
Indigastrum argyraeum là một loài thực vật có hoa trong họ Đậu. Loài này được (Eckl. & Zeyh.) Schrire mô tả khoa học đầu tiên.